# May Day (Lazza)
May Day è un singolo del rapper italiano Lazza, pubblicato il 10 giugno 2013.
Il brano è stato pubblicato nel periodo di militanza nella crew Zero2.

## Video musicale
Per il brano è stato realizzato un video, reso disponibile il 12 giugno 2013 attraverso il canale YouTube di Private City.